# 2003 في إيران
فيما يلي قوائم الأحداث التي وقعت خلال عام 2003 في إيران.

## أحداث
- 26 ديسمبر – زلزال بم

## أفلام
من الأفلام التي صدرت هذه السنة في إيران:
- 1 يناير – مطر من إخراج مجيد مجيدي.

## كتب
من الكتب التي صدرت هذه السنة في إيران:
- 1 يناير – أن تقرأ لوليتا في طهران من تأليف آذار نفيسي.

## وفيات

### يناير
- 1 يناير – مسعود رجوي (مواليد 1948) سياسي إيراني.

### مارس
- 14 مارس – فرخ تميمي (مواليد 1934)

### يوليو
- 11 يوليو – زهراء كاظمي (مواليد 1948)

### أكتوبر
- 26 أكتوبر – فيكن داريان (مواليد 1929)

### نوفمبر
- 26 نوفمبر – صادق خلخالي (مواليد 1926)